# Fritz Specht (Schriftsteller)
Fritz Specht (* 30. Oktober 1891 in Hamburg; † 3. März 1975 in Wentorf bei Hamburg) war ein niederdeutscher Schriftsteller.

## Leben
Specht, Sohn eines Lehrers, besuchte nach dem Abitur die Universitäten München und Rostock, um Germanistik und Neue Sprachen zu studieren. Ab 1930 war er schließlich als Lehrer für Mittelschulen zunächst in Parchim, später auch in Ludwigslust und Rostock tätig. Zuvor veröffentlichte der Quickborn-Verlag bereits sein Buch Niederdeutsche Scherze (1929) – eine bekannte Sammlung von Döntjes.
Von der Gründung der Nordischen Rundfunk AG (NORAG) an war Specht freier Mitarbeiter des Hamburger Senders. In der NS-Zeit avancierte er bei der NORAG zum Leiter der Abteilung Niederdeutsch und blieb es bis zum Ende des Zweiten Weltkriegs.
Nach 1945 arbeitete Specht wieder als Lehrer, jetzt in seiner Geburtsstadt Hamburg. Bald war Specht auch wieder im Radio zu hören, nämlich als Autor und Sprecher der Sendereihe Hör mal ’n beten to; als solcher erlangte er bei der Hörergemeinde außerordentliche Beliebtheit. Das Buch Fritz Specht vertellt (1973) fasst einige seiner Beiträge für die Sendung zusammen.
Mit Hör mol'n beten to – Fritz Specht plaudert Plattdeutsch erschien in Spechts Todesjahr auch eine von ihm besprochene Schallplatte bei Telefunken.
Fritz Specht war verheiratet und hatte vier Söhne und eine Tochter.

## Schriften
- Niederdeutsche Scherze. 1929, Quickborn-Bücher Band 40, mehrere Auflagen; auch als Sprechplatte mit Sprecher Günter Flessner
- Plattdeutsch. Band IV der Reihe des Piper Verlags Was nicht im Wörterbuch steht von 1934
- Mit dem Herzen durch Mecklenburg!. 1935
- Plattdütsch Land un Waterkant. 1937
- Fritz Specht vertellt. 1973; auch als Sprechplatte

## Hörspiele (Funkbearbeitung)
- 1959: Thomas Klingg: Hurra, mien Modder kan swemm'n – Regie: Otto Lüthje